# Karl August von Schauroth
Karl August von Schauroth, ab 1801 Freiherr von Schauroth, (* 15. Mai 1755 in Großgestewitz; † 1. Mai 1810 in Prag) war ein österreichischer Reitergeneral.

## Herkunft
Schauroth entstammte einer thüringisch-sächsischen Adelsfamilie und wurde auf dem Rittergut Großgestewitz im Kurfürstentum Sachsen geboren. Seine Eltern waren Gottlob von Schauroth (* 13. März 1719; † 11. November 1775) und dessen Ehefrau Sophie Dorothea von Berbisdorf († 11. Oktober 1801).

## Leben
Im Jahre 1771 trat er, wie einst sein Großvater, in die österreichische Armee ein. Im Ersten Koalitionskrieg zeichnete er sich 1793 in den Österreichischen Niederlanden als Major im Dragoner-Regiment „Prinz Coburg“ aus. Im Jahre 1798 wurde er zum Oberst befördert und kommandierte das Husarenregiment Nr. 10. Im gleichen Jahr stellte Schauroth aus Teilverbänden dieses und anderer Regimenter das Husarenregiment Nr. 7 auf und wurde dessen Kommandant. Mit diesem Regiment nahm er 1799 und 1800 an den Kämpfen bei Verona und Magnano, wo er verwundet wurde, sowie an der Schlacht bei Marengo teil. Noch im gleichen Jahr kommandierte Schauroth eine Brigade zur Deckung des Etschtales und wurde zum Generalmajor befördert.
Im Februar 1809 zum Feldmarschallleutnant ernannt, führte Schauroth im April 1809 unter dem Oberbefehl des Erzherzogs Ferdinand Karl von Este die Kavallerie des 7. Korps im Feldzug gegen das Herzogtum Warschau. Während der Schlacht bei Raszyn stieß Schauroth an der Spitze einer gemischten Beobachtungstruppe am äußersten linken österreichischen Flügel mit mehrfach überlegener aber kampfunerfahrener polnischer Reiterei zusammen. Durch täuschende Manöver konnte er diese von einem Angriff abhalten, bis eine Verstärkung aus dem Zentrum die Gefahr des Aufrollens beseitigte. In dem ansonsten für Österreich katastrophalen Verlauf des Feldzugs gelang Schauroth mit einer Offensive über Weichsel und San als Führer eines berittenen Korps die Rückeroberung weiter Teile West- und Ostgaliziens, darunter Lembergs, bis er sich vor den einmarschierenden Russen im Juli in die Bukowina zurückziehen musste. Nach dem Znaimer Waffenstillstand kommandierte er von August bis November 1809 als Nachfolger des Feldmarschallleutnants Mondet das 7. Korps.
Schauroth verkörperte als Vorgesetzter den Typ des Soldatenvaters. Seine Methoden des Umgangs mit betrügerischen Militärlieferanten – so zwang Schauroth einen solchen, vor den Soldaten einen Laib seines verdorbenen Brotes aufzuessen – brachte ihm in der Armee den assonanten Spitznamen Saugrob ein. Anlässlich seines dreißigjährigen Dienstjubiläums hatte er 1801 den Freiherrentitel erhalten.
|

## Familie
Schauroth war verheiratet mit Franziska von Heslowa (* 1771; † 20. Dezember 1853). Das Paar hatte zwei Kinder:
- Karl (* 5. November 1797; † 24. August 1849), Oberst im Ingenieurcorps
- Karoline (* 26. Mai 1804) ⚭ 1826 Adolf Maria Pinkas (1800–1865), Jurist und Politiker